# Jelcz L120
Jelcz L120 – autobus lokalny produkowany w latach 1993-2004 przez firmę Jelcz w Jelczu-Laskowicach.

## Historia modelu
W 1993 roku rozpoczęto produkcję modelu lokalnego bazującego na konstrukcji autobusu Jelcz 120M. W stosunku do odmiany miejskiej w L120 zastosowano 2 pary drzwi w układzie 2-0-2, siedzenia przystosowane do przewozu osób na dłuższych odcinkach, siatki bagażowe oraz podniesiono podłogę w przedniej części pojazdu. Do napędu posłużył turbodoładowany silnik Diesla WS Mielec SWT 11/300/1 o mocy maksymalnej 162 kW (220 KM) współpracujący z 6-biegową skrzynią manualną 6S-90.
W 1996 model ten przeszedł pierwszą modernizację nadwozia. Zastosowano wklejane szyby boczne, nowe drzwi aluminiowe z wklejanymi szybami, nowy zderzak przedni wykonany z plastiku oraz tylną ścianę wykonaną z tworzyw sztucznych. Zmiany te oprócz tylnej ściany, która została przejęta z modelu T120 były analogiczne jak w 120M.
Od 1997 roku montowana jest nowa ściana przednia z dużą panoramiczną szybą i wydzielonym miejscem na świetlik lub tablicę informacyjną.
W roku 1999 przedstawiono szkolną wersję tego modelu pod oznaczeniem L120 Absolwent.  
Charakteryzowała się ona odmiennym niż w modelu lokalnym układem drzwi 2-2-0. Od tego roku można było również zakupić lokalnego L120 z drzwiami w układzie 2-2-0.
Produkcję tego autobusu zakończono w 2004 roku.